# Helmkasuaris
De helmkasuaris (Casuarius casuarius) is een loopvogel uit het geslacht van de kasuarissen en de familie Casuariidae (Kasuarissen en emoes).

## Leefwijze
De helmkasuaris eet vooral vruchten die hij op de grond vindt. Het dier kan vruchten eten die voor andere dieren giftig zijn. Daarnaast eet de vogel ook paddenstoelen, insecten en kleine gewervelden.

## Kenmerken
De helmkasuaris heeft een sterk, zwaargebouwd lichaam met krachtige poten en kan niet vliegen; de vleugels zijn zwaar onderontwikkeld. Op de kop heeft het een benig uitsteeksel in de vorm van een helm, waaraan het dier de Nederlandstalige naam te danken heeft. De binnentenen aan de poten zijn uitgerust met een scherpe, tien centimeter lange klauw, die – ook voor de mens – dodelijke verwondingen kan toebrengen. Aan de nek bevinden zich vlezige lellen, die afhankelijk van de stemming van kleur veranderen. Het verenkleed is bij beide geslachten zwart; de achterkant van de hals is rood, terwijl het kopgedeelte blauw is. De volwassen vogel wordt ongeveer 180 centimeter groot en weegt ongeveer 60 kilogram.

## Leefgebied en status
Het leefgebied bestaat uit regenwoud maar ook aangrenzende bossavanne en fruitteeltgebieden. De grootte van de wereldpopulatie werd in 2012 geschat op 6.000 tot 15.000 individuen. Over de aantallen in Nieuw-Guinea is minder bekend, de Australische populatie wordt op 2500 exemplaren geschat. De aantallen gaan achteruit, in Nieuw-Guinea vooral door jacht en aantasting van het leefgebied door ontbossing. In Noordoost-Australië (schiereiland Kaap York) is door twee orkanen (in 2006 en 2011) leefgebied verloren gegaan en er vielen daarna meer verkeersslachtoffers onder de dieren. Daarom stond de soort (sinds 1994) als kwetsbaar op de Rode Lijst van de IUCN. In 2017 werd duidelijk dat de populatiegrootte was onderschat. Om deze reden staat de helmkasuaris sindsdien als niet bedreigd op de lijst.

## Voortplanting
In het broedseizoen is de helmkasuaris extra gevaarlijk. Het vrouwtje legt per legsel zo'n drie tot acht groene eieren. De vogels verdedigen het nest met kuikens. De haan broedt de eieren uit: zodra de hen haar eieren heeft gelegd, verlaat ze het nest op zoek naar een nieuwe haan (polyandrie). Zo paart ze ieder broedseizoen met twee à drie verschillende hanen. Na vijftig tot zestig dagen heeft de haan de eieren uitgebroed. De kuikens blijven negen tot tien maanden bij de vader. Dan kiezen ze hun eigen pad.